# Puerto de Maldonado
Puerto de Maldonado es un puerto fluvial ubicado en Puerto Maldonado, Madre de Dios. La administración está a cargo de la Empresa Nacional de Puertos. El puerto cuenta con 1 grúa, 26 vagonetas y 1 grupo electrógeno. El  tráfico en el 2005 fue de 296 naves.